# Vetenskapsåret 1799

## Händelser
- 13 mars - I Berlin grundas Bauakademie, en av föregångarna till Technische Universität Berlin.

### Medicin
- Okänt datum - Caleb Parry publicerar An Inquiry Into the Symptoms and Causes of the Syncope Anginosa Commonly Called Angina Pectoris, illustrated by Dissections, som beskriver kärlkrampens mekanismer.[1]

## Pristagare
- Copleymedaljen: John Hellins, brittisk präst, skollärare, matematiker och astronom

## Födda
- 16 mars, Anna Atkins, engelsk botaniker
- 21 maj, Mary Anning, brittisk paleontolog
- 18 juni, Prosper Meniere, fransk läkare
- 8 september, James Bowman Lindsay, brittisk uppfinnare
- 30 december, David Douglas, brittisk botanist

## Avlidna
- 17 januari, Maria Gaetana Agnesi, italiensk matematiker
- 19 februari, Jean-Charles de Borda, fransk matematiker och fysiker
- 24 februari, Georg Christoph Lichtenberg, tysk fysiker
- 2 augusti, Jacques-Étienne Montgolfier, fransk uppfinnare, ballongpionjär
- 6 oktober, William Withering, brittisk läkare, botanist och geolog.
- 6 december, Joseph Black, brittisk kemist och fysiker

### Fotnoter
1. ↑  ”Parry, Caleb Hillier”. Whonamedit?. http://www.whonamedit.com/doctor.cfm/397.html. Läst 27 februari 2011.